# 牛津大学王后学院
王后学院（The Queen's College）是牛津大学的一个学院，位于英国牛津。它由罗伯特·Eglesfield创建于1341年，以纪念菲莉琶王后。该学院的特点是其新古典主义建筑，其中一些建筑是由克里斯多佛·雷恩爵士和尼古拉斯霍克斯莫尔设计。

## 著名校友
- 蒂姆·伯纳斯-李：互聯網創始者。
- 愛德蒙·哈雷：天文學家，計算出哈雷彗星
- 亨利五世：英格蘭蘭開斯特王朝國王（1413年—1422年在位）。
- 戈登·柴爾德：著名蘇格蘭奧克尼群島新石器時代考古學家。
- 史美：曾任香港輔政司（1936年至1941年）及署任港督。
- 羅溫·艾金森：英國喜劇演員，知名作為《黑爵士》和《憨豆先生》。